# 豐昇額
豐升額（穆麟德轉寫：Fengšengge；？—1777年），字允中，钮祜禄氏，滿洲镶黄旗人，清朝军事将领、清朝兵部尚書、户部尚书。

## 生平
豐升額自三等侍卫袭父阿里袞封一等公，擢领侍卫内大臣，署兵部尚书、镶蓝旗蒙古都统。乾隆三十五年八月，命在军机处行走。第二次征金川时，定边左副将军温福为帅，劾参赞大臣伍岱乖谬。乾隆帝命豐升額前往考察，授参赞大臣。同年五月，率兵攻东玛寨，伪退诱敌获胜，攻克东玛。次月，攻占固卜济山梁。七月，再次攻克色尔渠大碉等，与温福大军会合。同年十月，攻克路顶宗、喀木色尔诸寨。次月，再克博尔根山、明郭宗、嘉巴山。十二月，升任副将军。
乾隆三十八年正月，豐升額与将军温福、副将军阿桂商议分道并进，温福自功噶尔拉进攻噶尔萨尔，阿桂自僧格宗经纳围纳扎木，至当噶尔拉，待温福军至，与合攻噶拉依。丰升额自章谷、吉地经绰斯甲布，温福分遣参赞大臣舒常驻军於此，与其合攻勒乌围。丰升额驻军宜喜，设粮台等。四月，考绩，加太子少保。六月，部队抵达木果木。阿桂亦攻克当噶尔拉。乾隆帝令丰升额攻大板昭，命未至，木果木大军溃败，温福阵亡。乾隆帝听闻战败后，命丰升额引兵自党坝、三杂谷至巴朗拉为阿桂声援。既闻阿桂自当噶尔拉全师而出，屯翁古尔垄，谕丰升额仍驻宜喜为犄角。
丰升额最初没有移动部队，而选择分兵驻智固山，防守后路。阿桂以定西将军为帅，同年十一月，收小金川全境。丰升额自宜喜攻克沙坝山梁碉卡。次月，阿桂定策自取谷噶，而令丰升额攻凯立叶。乾隆三十九年正月，大军抵达萨尔赤鄂罗山，占其南雪山，又分兵屯孟拜拉山梁。次月，丰升额帅师蹋雪前进，攻克凯立叶山。此后清军分道攻破，乾隆四十一年正月，平定全部金川，加丰升额一等子，以其弟布彦达赉袭爵。此后丰升额寻移户部尚书，赐双眼孔雀翎。同年四月，大军班师，图形紫光阁。乾隆四十二年四月去世，赠太子太保，谥诚武。

## 延伸阅读
[在维基数据编辑]
 《清史稿·卷313》，出自趙爾巽《清史稿》